# 速鳥丸
速鳥丸（はやとりまる）は、幕末に、姫路藩が建造した西洋式帆船。外国船に救助された漂流民の知識を活用して建造された。

## 建造
黒船来航によって大船建造の禁が解除された後、安政年間に姫路藩でも西洋式船舶の建造計画が持ち上がった。計画を提案したのは、藩お抱えの国学者の秋元安民であった。ちょうど姫路藩では、遭難・漂流中にアメリカ船に救助された船乗り4人が帰国してきたところで、その対応係だった秋元が漂流民の知見を活用することを思い立ったのである。この4人の漂流民（清太郎・源次郎・甚八・喜代蔵）は、ジョセフ彦や仙太郎と同じ「栄力丸」の乗船者で、上海在住の音吉の援助で帰国に成功していた。うち清太郎と源次郎は士分に取りたてられて、本荘善次郎と山口洋五郎を名乗っている。安政2年10月13日（1855年11月22日）に建造計画がまとまり、藩は源次郎を矢倉格（5人扶持・金5両）、清太郎を矢倉格取扱沖船頭（2人扶持・銀3匁）として、建造作業に携わらせることにした。
秋元の意図は、洋式船を交易用に使うことにあった。姫路藩では特産品の木綿専売が重要な収入源で、その海上輸送時に海上備金という保険制度を適用していたため、海難事故が多発すれば保険金支払いなどで藩財政に大きな打撃を受ける虞があった。そこで、悪天候に強い洋式船へと期待がかけられたのである。
1番船は安政4年11月（1857年12月頃）に御津造船所で起工され、安政5年6月24日（1858年8月3日）に進水、「速鳥丸」と命名された。要目は『播州郷土資料』によれば船舷13間3尺（24.5m）・上通長15間（27.3m）・450石積み、『大日本線路細見録』によれば長さ14間2尺（26.1m）・幅2間3尺5寸（4.7m）・トン数58.25トン、勝海舟の『船譜』によれば長さ15間（27.3m）・幅3間（5.5m）・450石積みという。2本のマストを備え、『軍艦速鳥丸図』（岡山大学付属図書館 池田家文庫蔵）では前部マストに横帆・後部マストに縦帆を張ったブリガンティンとして描かれているが、スクーナー（前後とも縦帆を張る形式）と説く文献もある。

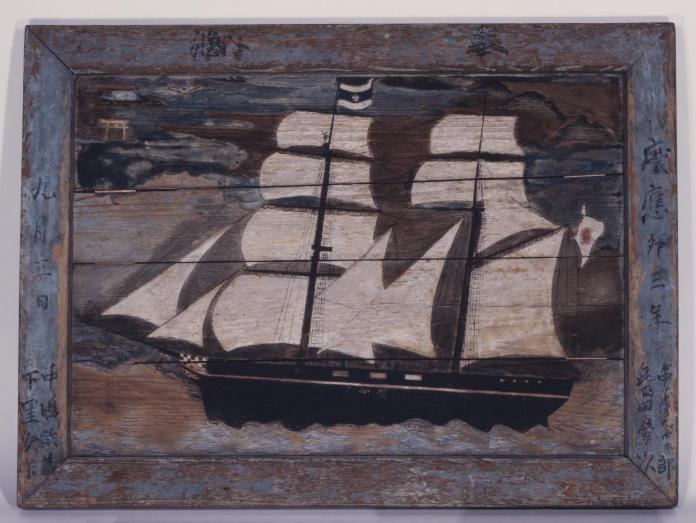
『神護丸図絵馬』。慶応3年9月3日（1867年9月30日）に姫路藩船手組の4人によって飾磨の恵美酒宮天満神社へ奉納されたもの（姫路市指定文化財)。

なお、姫路藩では「速鳥丸」の後も、安政6年6月（1859年7月頃）に「金花丸」、文久3年6月（1863年7-8月）には「神護丸」が建造されている。前者は小型の二檣スクーナーで、要目は長さ8間（14.5m）・幅1間4尺（3.0m）・100石積み。後者はより大型で長さ18間（32.7m）・幅4間（7.3m）・1200石積み、帆装形式はスクーナーまたはブリガンティンとする文献もあるが、『軍艦神護丸図』（岡山大学付属図書館 池田家文庫蔵）や船絵馬『神護丸図絵馬』（恵美酒宮天満神社蔵）では2本マストの前檣に横帆・後檣に横帆と縦帆併用のブリッグとして描かれている。

## 運用
「速鳥丸」は、進水から約半月後の安政5年7月15日（1858年8月23日）に飾磨沖で試験航海を終えた。そして、計画通りに国内交易物資の輸送船として使用されることになった。最初の実用航海では江戸品川沖まで10日間で到着し、往路は米1000俵・木綿30個・石を100石と船客18人、復路は干鰯や大豆を無事に運んだ。以後も、米や木綿、砂糖、購入兵器などを運び、藩財政の立て直しに貢献した。明治5年（1872年）までに行った航海は80回に及んだ。
後続の「神護丸」「金花丸」も同様に交易物資の輸送船として活用された。「神護丸」は明治6年（1873年）１月に品川出港後、遠州灘で大しけに遭難、伊豆子浦海岸にて破船した。

## 関連文献
- 今里幾次 「姫路藩海運史の一断面―速鳥丸・神護丸の記録」『歴史と神戸』第37巻第3号（通巻208号） 神戸史学会、1998年。
- 下里静 「姫路藩と西洋型帆船―特に速鳥丸と神護丸の活躍」同上第29巻第6号（通巻163号） 同上、1990年。
- 同上 「[史料紹介]速鳥丸・神護丸と戊辰の戦役」同上第31巻第5号（通巻174号） 同上、1992年。